# Luciocyprinus striolatus
Luciocyprinus striolatus är en fiskart som beskrevs av Xiaolong Cui och Chu, 1986. Luciocyprinus striolatus ingår i släktet Luciocyprinus och familjen karpfiskar. IUCN kategoriserar arten globalt som starkt hotad. Inga underarter finns listade i Catalogue of Life.